# Абу-ль-Аббас Ахмад
Абу аль-Аббас Ахмед ибн Мухаммад (ум. 1549) — третий султан Марокко из династии Ваттасидов (1526—1545, 1547—1549), сын и преемник Мухаммеда аль-Буртукали.

## Биография
В 1524 году после смерти своего отца Абуль-Аббас Ахмед унаследовал султанский престол в Фесе. Абуль-Аббас Ахмед, как и его отец, был слабым правителем и контролировал небольшую часть севера Марокко со столицей. Но его дядя и регент Али Абу Хассун (ум. 1554) смог на время задержать падение Ваттасидов и замедлить расширение владений Саадитов на юге Марокко.
Ваттасиды вынуждены были вести ожесточённую борьбу с усиливающимися Саадитами. Их вождь Ахмад I аль-Арадж (1517—1544), сын и преемник Абу Абдаллаха Мухаммада аль-Каима, превратил Тарудант в укреплённую базу для борьбы против христиан. В 1524 году Ахмед аль-Арадж захватил Марракеш и сделал его своей столицей.
Растущая угроза со стороны Саадитов вынудили ваттасидского султана Абуль-Аббаса Ахмеда признать все португальские захваты на атлантическом побережье, что в дальнейшем ослабило авторитет султана в стране. В 1527 году в битве с Саадитами султан Абуль-Аббас Ахмед потерпел поражение и попал в плен, в котором находился двадцать лет. В отсутствие султана управлял его дядя и регент Али Абу Хассун (в 1545—1547 годах — его сын Мухаммад аль-Касри). Только в 1547 году регент Али Абу Хассун смог договориться с Саадитами об освобождении из плена султана Абуль-Абааса Ахмеда, взамен передав Саадитам город Мекнес.
Престиж Саадидов непрерывно возрастал, особенно после того, как наследовавший Ахмаду I его брат Мухаммад II аш-Шейх взял в 1541 году португальский порт Агадир (Санта-Крус де Агэр), за которым последовало взятие Сафи и Аземмура.
В 1549 году саадитский вождь Мухаммад II аш-Шейх (1544—1557) захватил Фес и умертвил султана Абуль-Аббаса Ахмеда.